# Willard Boyle
Willard Sterling Boyle (ur. 19 sierpnia 1924 w Amherst, zm. 7 maja 2011) – amerykański fizyk kanadyjskiego pochodzenia, laureat Nagrody Nobla w dziedzinie fizyki w 2009 roku.

## Życiorys
Ukończył studia oraz uzyskał stopień doktora fizyki na McGill University. W 1957 rozpoczął pracę w Bell Labs. W 1969 wraz z George'em Smithem wynalazł matrycę CCD. To wynalazek umożliwił inżynierom po raz pierwszy przechowywanie obrazu wizualnego w formie cyfrowej, rewolucjonizując fotografię i wiele innych dziedzin. Matryce CCD stanowią serce smartfonów, kamer wideo, teleskopów, skanerów kodów kreskowych w supermarketach, faksów i skanerów.
W 2009 wraz z George'em Smithem został uhonorowany Nagrodą Nobla. Równocześnie z nimi laureatem nagrody został Charles K. Kao.